# 鷗友学園女子中学校・高等学校
鷗友学園女子中学校・高等学校（おうゆうがくえんじょしちゅうがっこう・こうとうがっこう）は、東京都世田谷区宮坂に所在し、中高一貫教育を提供する私立女子中学校・高等学校。
高等学校において、生徒を募集しない完全中高一貫校。

## 概要
東京府立第一高等女学校（現：東京都立白鷗高等学校・附属中学校の前身校）同窓会である鷗友会によって1935年（昭和10年）に創立された。初代校長は東京府立第一高等女学校中興の祖である市川源三である。その市川と共に学園の基礎を築いたのが、市川の愛弟子であった石川志づ（第二代校長・理事長）である。
校訓である「慈愛（あい）と誠実（まこと）と創造」を基にした教育を行っている。
授業の特徴として、聖書・園芸（敷地内に実習畑を有する）・ダンス（リトミック）が挙げられる。
各学年は学年色を有し（現在は黄 白 赤 ピンク(桃) 緑 青の6色）、様々な場面で使われている。1996年度中学入学生までは紺ジャージの側章が学年色のラインであった。その後の改訂を経て、現在もジャージの名前刺繍部分が学年色である。
運動会は学年対抗で行われるため、各々の学年色への愛着が深まる良い機会となっており、年間を通して最も盛り上がる行事である。特にトリを飾る「むかでリレー」は圧巻である。姉妹学年（ピンク（桃）-黄、赤-青、白-緑）ごとに伝統の「鷗友音頭」を踊る。

## 歴史
年表
| 1935年 | 財団法人鷗友学園（東京府立第一高等女学校同窓会（鷗友会）により設立）                              |
| 1935年 | 財団法人世田谷高等女学校および技芸女学校を引き継ぐ                                                |
| 1935年 | 「世田谷高等女学校」から「鷗友学園高等女学校」へ校名変更認可。この日（5月27日）を創立記念日とする |
| 1938年 | 「世田谷技芸女学校」から「鷗友学園技芸女学校」へ校名変更                                          |
| 1939年 | 「鷗友学園技芸女学校」を廃校                                                                      |
| 1947年 | 学制改革により「鷗友学園女子中学校」を開設（設置認可1947年3月31日）                               |
| 1948年 | 学制改革により「鷗友学園女子高等学校」を開設（設置認可1948年3月10日）                             |
| 1951年 | 私立学校法施行により、学校法人鷗友学園となる                                                      |
| 1955年 | 専攻科設置                                                                                        |
| 1963年 | 軽井沢に「追分山荘」開設                                                                          |
| 1983年 | 石川記念館完成                                                                                    |
| 1984年 | 2号館完成                                                                                         |
| 1985年 | 3号館完成                                                                                         |
| 1986年 | 図書館棟完成                                                                                      |
| 1988年 | 4号館完成                                                                                         |
| 1990年 | 専攻科募集を停止                                                                                  |
| 1991年 | 体育館完成                                                                                        |
| 1995年 | 高校募集を停止、完全な一貫校となる                                                                |
| 1996年 | 本館完成                                                                                          |
| 2005年 | 専攻科廃止                                                                                        |

## 班・同好会
鷗友学園では､クラブ活動を班活動と呼ぶ。班には運動班と学芸班がある。進学校なりに部活動は盛んである。

### 運動班
- 剣道班
- 水泳班
- ソフトボール班
- ソフトテニス班
- 体操班
- 卓球班
- ダンス班
- バスケットボール班
- バドミントン班
- バトントワリング班
- バレーボール班
- 陸上班
- 新体操班

### 学芸班
- 園芸班
- 演劇班
- カメラ班
- 管弦楽班
- 箏曲班
- 美術班
- ブラスバンド班
- 理科班

### 同好会
- 囲碁同好会
- イラスト研究同好会
- 映画同好会
- 合唱同好会
- 高校軽音楽同好会
- 高校硬式テニス同好会
- 情報処理同好会
- 聖書研究同好会
- 中学軽音楽同好会
- ハイキング同好会
- 文芸同好会
- ホームメイキング同好会
- 歴史文化研究同好会
- JRC同好会
- 英語同好会

一部の班、同好会には中学一年生の時に同じ班、同好会の先輩に制服の｢リボン｣をその先輩が卒業する際に譲り受ける風習がある。

## 活動
「プロフェッサー・ビジット (PROFESSOR VISIT)」
「プロフェッサー・ビジット」とは、国立大学13校の教員が全国各地の高校を訪れ、最先端の研究成果や、大学での学びの楽しさを伝える企画である。千葉大学大学院理学研究員の石原安野准教授による、タイトル「ニュートリノで見る深宇宙」についての出張講義が2018年12月14日に開催された。

## 制服
- 冬服 - ブレザー
- 夏服 - ベスト

※チェックの替スカートやニットベスト、セーター、オーバーブラウスのオプションあり。
※※制服は長らく紺のボレロとジャンパースカートであったが、1987年度から夏服がグレンチェックのベスト・スカートへ、さらに1996年度中学入学生（高校54回生、2001年度卒業）をもって冬服も廃止され、現在のグレーのブレザーに変わった。また2006年度中学入学生からは、制服生地を供給していたカネボウが繊維部門から撤退したためメーカーが変更となり、布地がやや薄手のものになった。さらにセーターの編地が大幅に変更（メリヤス編みから全体がなわ編みへ）され、リボンはブラウスに直接付けるスタイルとなった。これらの改変については、カネボウの撤退が急であったため生徒にアンケートを採るなどの過程を経ないまま行われた。

## 専攻科
同校の専攻科は高校卒業後に教養を深めたい生徒のために設けられた教育機関である。短期大学に相当するが、本専攻科は短期大学の認可は受けていないため、短期大学卒業扱いにはならない。専攻科は1943年（昭和18年）に設立され、一旦戦況の悪化により途絶えたが1955年（昭和30年）に学園創立20周年記念事業として、石川志づ校長により新たに設立された。以降800人以上の卒業生を世に輩出したが、時代の流れとともにその役割を終え、1997年に42年間の歴史に幕を下ろした。（正式閉校は2005年3月）
専攻科はスイス等で良家の女子のために設けられるFinishing School（花嫁学校）のようなもので、『一流の教師により一流の教養を身に付けさせねばならない』という理念の基に終始錚々たる講師陣を揃え、さらに技能を伸ばしたい学生は研究科生として学び続けられる時代が続いた。戦前からあった女子専門学校が次々と女子短期大学になる中、短期大学への変更を検討した時期もあったが、敷地や法的規制上の問題から困難であり、無理に短期大学にするよりは自由な構想で内容をさらに充実させたいという結論に至って、以後独自の路線を歩み続けた。

## 交通
- 小田急線経堂駅 徒歩8分
- 東急世田谷線宮の坂駅 徒歩4分

## 著名な出身者

### 女優
- 岡江久美子 - 女優・タレント
- 小沢真珠 - 女優
- 佐藤オリヱ - 女優
- 二木てるみ - 女優
- 藤森夕子 - 女優・グラビアアイドル
- 高橋亜衣- 女優・元ミュージカル俳優・気象予報士

### 歌手
- 築地容子（戦争中の疎開で、榛原高等女学校へ編入）- 歌手・女優
- 伍代夏子 - 演歌歌手（中退）
- 土岐麻子 - 歌手

### アナウンサー
- 小林杏奈 - よみうりテレビアナウンサー
- 久保田直子 - テレビ朝日アナウンサー
- 桑子真帆 - NHKアナウンサー

### 文化
- 湯川れい子 - 音楽評論家・作詞家
- 福山桜子 - 劇作家・演出家
- 稲葉ゆきえ - 料理研究家
- 迫川尚子 - 写真家

### その他
- 相部博子 - 人材育成コンサルタント
- 五十嵐悠紀 - 計算機科学者、サイエンスライター
- 片原恵麻 - タレント
- 南風舞 - 元宝塚歌劇団星組トップ娘役